# 2000년 오리콘 1위 싱글 목록
일본에서 한 주간 가장 많이 팔린 싱글은 오리콘 주간 차트에 실리며, 이 차트는 오리콘이 발행하는 잡지 《오리스타》에 개제된다. 판매량은 한 주 동안의 각 싱글의 판매량을 기준으로 오리콘이 종합한다.

## 차트 기록
| 발행일    | 싱글                                                     | 가수              | 참고                                   |
| --------- | -------------------------------------------------------- | ----------------- | -------------------------------------- |
| 1월 3일   | 「Next 100 Years」                                       | J-FRIENDS         |                                        |
| 1월 10일  | (미발표)                                                 | (미발표)          |                                        |
| 1월 17일  | 「HAPPINESS-WINTER MIX-」                                | GLAY              |                                        |
| 1월 24일  | 「口笛」                                                 | Mr.Children       |                                        |
| 1월 31일  | 「NEO UNIVERSE/finale」                                  | L'Arc~en~Ciel     | 2000년 1월 1위                         |
| 2월 7일   | 「TSUNAMI」                                              | 사잔 올 스타즈    | 2주 연속 2000년 1위 2000년 2월·3월 1위 |
| 2월 14일  | 「TSUNAMI」                                              | 사잔 올 스타즈    | 2주 연속 2000년 1위 2000년 2월·3월 1위 |
| 2월 21일  | 「今夜月の見える丘に」                                   | B'z               |                                        |
| 2월 28일  | 「TSUNAMI」                                              | 사잔 올 스타즈    | 3주 연속, 통산 5주                     |
| 3월 6일   | 「TSUNAMI」                                              | 사잔 올 스타즈    | 3주 연속, 통산 5주                     |
| 3월 13일  | 「TSUNAMI」                                              | 사잔 올 스타즈    | 3주 연속, 통산 5주                     |
| 3월 20일  | 「好きになってく 愛してく／KinKiのやる気まんまんソング」 | KinKi Kids        |                                        |
| 3월 27일  | 「Stay by my side」                                      | 쿠라키 마이       | 2주 연속                               |
| 4월 3일   | 「Stay by my side」                                      | 쿠라키 마이       | 2주 연속                               |
| 4월 10일  | 「gravity」                                              | LUNA SEA          |                                        |
| 4월 17일  | 「SUNRISE日本/HORIZON」                                  | 아라시            | 2000년 4월 1위                         |
| 4월 24일  | 「THANK YOU 4 EVERY DAY EVERY BODY」                     | 스즈키 아미       |                                        |
| 5월 1일   | 「Wait&See 〜リスク〜」                                  | 우타다 히카루     |                                        |
| 5월 8일   | 「桜坂」                                                 | 후쿠야마 마사하루 | 3주 연속, 2000년 5월 1위               |
| 5월 15일  | 「桜坂」                                                 | 후쿠야마 마사하루 | 3주 연속, 2000년 5월 1위               |
| 5월 22일  | 「桜坂」                                                 | 후쿠야마 마사하루 | 3주 연속, 2000년 5월 1위               |
| 5월 29일  | 「ハッピーサマーウェディング」                           | 모닝구무스메      |                                        |
| 6월 5일   | 「May」                                                  | B'z               |                                        |
| 6월 12일  | 「鳴呼、青春の日々」                                     | 유즈              |                                        |
| 6월 19일  | 「SEASONS」                                              | 하마사키 아유미   | 2주 연속, 2000년 6월 1위               |
| 6월 26일  | 「SEASONS」                                              | 하마사키 아유미   | 2주 연속, 2000년 6월 1위               |
| 7월 3일   | 「夏の王様／もう君以外愛せない」                         | KinKi Kids        |                                        |
| 7월 10일  | 「For You/タイム・リミット」                             | 우타다 히카루     | 2주 연속, 2000년 7월 1위               |
| 7월 17일  | 「For You/タイム・リミット」                             | 우타다 히카루     | 2주 연속, 2000년 7월 1위               |
| 7월 24일  | 「juice」                                                | B'z               |                                        |
| 7월 31일  | 「MERMAID」                                              | GLAY              |                                        |
| 8월 7일   | 「青春時代1.2.3! / バイセコー大成功!」                   | 풋치모니          |                                        |
| 8월 14일  | 「be alive」                                             | 코야나기 유키     |                                        |
| 8월 21일  | 「NOT FOUND」                                            | Mr.Children       | 2000년 8월 1위                         |
| 8월 28일  | 「慎吾ママのおはロック」                                 | 싱고마마          |                                        |
| 9월 4일   | 「とまどい／SPECIAL THANKS」                             | GLAY              | 2000년 9월 1위                         |
| 9월 11일  | 「らいおんハート」                                       | SMAP              |                                        |
| 9월 18일  | 「I WISH」                                               | 모닝구무스메      |                                        |
| 9월 25일  | 「らいおんハート」                                       | SMAP              | 통산 2주                               |
| 10월 2일  | 「サウダージ」                                           | 포르노그라피티    |                                        |
| 10월 9일  | 「SURREAL」                                              | 하마사키 아유미   |                                        |
| 10월 16일 | 「RING」                                                 | B'z               | 2000년 10월 1위                        |
| 10월 23일 | 「HEY !」                                                | 후쿠야마 마사하루 |                                        |
| 10월 30일 | 「飛べない鳥」                                           | 유즈              |                                        |
| 11월 6일  | 「Everything」                                           | MISIA             | 3주 연속, 2000년 11월 1위              |
| 11월 13일 | 「Everything」                                           | MISIA             | 3주 연속, 2000년 11월 1위              |
| 11월 20일 | 「Everything」                                           | MISIA             | 3주 연속, 2000년 11월 1위              |
| 11월 27일 | 「Miss You」                                             | GLAY              |                                        |
| 12월 4일  | 「Everything」                                           | MISIA             | 통산 4주                               |
| 12월 11일 | 「I WILL GET THERE」                                     | J-FRIENDS         |                                        |
| 12월 18일 | 「サボテン」                                             | 포르노그라피티    |                                        |
| 12월 25일 | 「M」                                                    | 하마사키 아유미   | 2000년 12월·2001년 1월 1위             |

## 연간 TOP 10
※ 집계: 1999년 11월 22일 - 2000년 11월 19일
- 1위: 사잔 올 스타즈 「TSUNAMI」
- 2위: 후쿠야마 마사하루 「桜坂」
- 3위: 우타다 히카루 「Wait&See 〜リスク〜」
- 4위: 쿠라키 마이 「Love, Day After Tomorrow」
- 5위: 하마사키 아유미 「SEASONS」
- 6위: SMAP 「らいおんハート」
- 7위: 모닝구무스메 「恋のダンスサイト」
- 8위: B'z 「今夜月の見える丘に」
- 9위: 풋치모니 「ちょこっとLOVE」
- 10위: L'Arc~en~Ciel 「NEO UNIVERSE/finale」